# Anua ancilla
Anua ancilla är en fjärilsart som beskrevs av Fabricius 1794. Anua ancilla ingår i släktet Anua och familjen nattflyn. Inga underarter finns listade i Catalogue of Life.